# Oswaldo Sánchez
Oswaldo Javier Sánchez Ibarra (Guadalajara, 21 settembre 1973) è un ex calciatore messicano, di ruolo portiere.

## Carriera

### Club
Debutta in Primera División messicana il 30 ottobre 1993 in Veracruz-Atlas 1-1. Gioca nell'Atlas fino al campionato di Invierno 1996, quando si trasferisce al Club América, restandovi per tre anni, fino all'Invierno del 1999, quando passa al Chivas de Guadalajara. Con il Chivas gioca 250 partite, segnando anche un gol (contro il Querétaro Fútbol Club, il 13 settembre 2006. Nel 2007 ha lasciato il club di Guadalajara per giocare nel Santos Laguna.

### Nazionale
Fu convocato nella Tri in occasione dei mondiali di Francia 1998, Corea-Giappone 2002 e Germania 2006. Nel 1998 e nel 2002 ricoprì il ruolo di portiere di riserva, essendo preceduto da grandi portieri come Jorge Campos e Conejo Pérez. In Germania 2006 fu sempre titolare. Suo padre Felipe muore il 7 giugno 2006, mentre Oswaldo è in Germania, e il portiere riesce a tornare in Messico e successivamente rientrare in Germania grazie a un jet privato, pagatogli dal club. La FIFA dedicò un minuto di silenzio prima della prima partita del Mondiale 2006 in onore dei padri di Oswaldo Sánchez e Leandro Cufré. Ha disputato un buon Mondiale, subendo 5 reti in 4 partite.

## Palmarès

### Nazionale
- Gold Cup: 2

1996, 2003

### Individuale
- Pallone d'oro (Messico): 2

2003-2004, Apertura 2005